# ميوكي كوباياشي
ميوكي كوباياشي (باليابانية: 小林美幸) هي راكبة الكنو يابانية، ولدت في 10 نوفمبر 1967.

## وصلات خارجية
- ميوكي كوباياشي على موقع أوليمبيديا (الإنجليزية)